# Eleonora Katharina von Fürstenberg
Eleonora Katharina von Fürstenberg (* um 1630 vermutlich in Wien; † 18. Februar 1670 in Vaduz) war eine Gräfin aus dem süddeutschen Adelsgeschlecht von Fürstenberg. Sie war die Ehefrau des Grafen Franz Wilhelm I. von Hohenems. Gemeinsam mit ihrem Schwager war sie von 1662 bis 1670 Landesherrin der Grafschaft Vaduz und der Herrschaft Schellenberg.

## Leben
Eleonora Katharina war eine Tochter des Reichshofratspräsidenten Wratislaw I. von Fürstenberg und seiner dritten Ehefrau, Lavinia Gonzaga Gräfin von Novellara und Bagniolo. Sie wurde um 1630 vermutlich in Wien geboren. Am 14. Februar 1649 heiratete sie in Stühlingen Franz Wilhelm I. von Hohenems, einen Grafen aus dem Adelsgeschlecht Hohenems, dessen Grossvater Kaspar von Hohenems im Jahr 1613 von Karl Ludwig zu Sulz die Grafschaft Vaduz und die Herrschaft Schellenberg erworben hatte, deren Gebiete das heutige Fürstentum Liechtenstein bilden.
Für die nachgeholte Hochzeitsfeier des Paares auf Schloss Vaduz wurde ein Prunkbett mit den Wappen von Hohenems und Fürstenberg angefertigt, das sich heute im Vorarlberger Landesmuseum befindet. Aus der Ehe gingen zwischen 1650 und 1654 fünf Kinder hervor: 
- Maria Franziska (1650–1705)
- Ferdinand Karl (1650–1686)
- Maria Anna (1652–1715)
- Jakob Hannibal III. (1653–1730)
- Franz Wilhelm II.

Zusammen mit ihrem Gatten stiftete Eleonora Katharina im Jahr 1656 einen Altar für die Kapelle St. Maria in Triesen. 
Nach dem frühen Tod ihres Ehemannes in seinem 35. Lebensjahr wurde sie 1662 von Kaiser Leopold I. gemeinsam mit dem älteren Bruder ihres Mannes, Karl Friedrich von Hohenems, zum Vormund ihrer minderjährigen Kinder berufen. In dieser Funktion regierte sie anstelle ihres ältesten Sohnes Ferdinand Karl, der zu jenem Zeitpunkt erst 12 Jahre alt war, von 1662 bis zu ihrem Tod zusammen mit ihrem Schwager über die Grafschaft Vaduz und die Herrschaft Schellenberg.
Eleonora Katharina von Hohenems starb am 18. Februar 1670 im Alter von etwa 40 Jahren in ihrer Witwenresidenz in Vaduz an Wassersucht. Am 21. Februar 1670 wurde sie nach Hohenems überführt und in der gräflichen Gruft in der Pfarrkirche Hohenems beigesetzt. Im März 1670 wurde in ihrer «Witiblichen Gräfl[lichen] Residenz Behausung» in Vaduz von einem Notar ein «Verlassenschaftsinventar» aufgenommen, das Rückschlüsse auf die Persönlichkeit der Gräfin und ihren Lebensstil in Vaduz zulässt. Eines von insgesamt drei überlieferten Ganzkörperporträts der Gräfin, das im Jahr 1663 von einem nicht bekannten Künstler angefertigt wurde, befindet sich im städtischen Museum der tschechischen Stadt Polička.